# Baylisascaris
O Baylisascaris é um gênero de vermes que infestam várias espécies de animais.

## Ciclo de vida
Os vermes são ingeridos através de ovos nas fezes e ficam ativos dentro de um mês. Podem estar viáveis por anos no ambiente suportando o frio e o calor, sendo adquiridos pela ingestão dos ovos ou quando se come algum animal infectado com o verme.

## Sintomas
Ao ser ingerido, o verme ataca as paredes do intestino e se reproduz formando outros ovos. O baylisascaris pode ir até a corrente sanguínea e atingir outros órgãos e se instalar no sistema nervoso central, fígado, olhos, medula espinhal e cérebro. Os sintomas incluem irritações na pele, danos nos olhos e cérebro, letargia, falta de coordenação motora, perda de visão, desequilíbrio e comportamento anormal.

## Tratamento
Vermífugos tiram larvas adultas do intestino mas os vermes que migraram não tem tratamento correto.

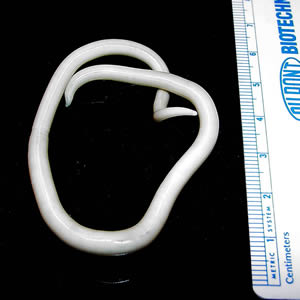